# Porlijerija
Porlijerija (lat. Porlieria), rod bilja iz porodice dvoliskovica, dio potporodice Larreoideae. Pripadaju joj pet vrsta, četiri iz Južne Amerike (poglavito Ande, i jedna iz Teksasa i Meksika)

## Vrste
1. Porlieria angustifolia (Engelm.) A.Gray
2. Porlieria arida Rusby
3. Porlieria chilensis I.M.Johnst.
4. Porlieria hygrometra Ruiz & Pav.
5. Porlieria microphylla (Baill.) Descole, O´Donell & Lourteig